# Mitter
Mitter (Ceratopogonidae) er en familie af små myg, hvis hunner ofte er blodsugende. Der kendes til omkring 4000 mittearter over hele verden, men de findes især på den nordlige halvkugle. Der kendes til over 40 arter i Danmark.

## Udseende
Mitter er grå eller brune, ofte med mørkspættede vinger. Kroppen er slank med korte, kraftige ben og forholdsvist lille hoved. De kan være 1-5 mm lange, de fleste omkring 3 mm. Mitter i Danmark er kun omkring 1-2 mm.

## Levevis
Mitter suger blod fra hvirveldyr. Nogle arter suger kropsvæsker fra større insekter eller fanger og spiser små insekter. Mitter optræder nogle gange i så store mængder at man ikke kan opholde sig udendørs på grund af deres stik. De er mest aktive før solopgang og før solnedgang. Mitterne har fire larvestadier som udvikler sig i fugtig jord, organiske materialer eller mudder ved bredden af søer og vandløb. Vådområder med organisk spildevand er gode yngleområder for nogle arter.

## Bid og overførte sygdomme
Biddene kan give alvorlige hudirritationer og være så smertefulde at udendørs arbejde nogle steder umuliggøres i sæsonen.
Mitter kan oveføre rundorme af typen filarier. Filarier giver sygdommen filariasis. Mere end 130 millioner mennesker i tropiske og subtropiske områder har lymfatisk filariasis, og over 1 million inficeres årligt. Mitter overfører også andre sygdomme, bl.a. afrikansk hestedød og blå tunge.

## Billeder
- Atrichopogon sp. mitte på Matgrøn solbille (Oedemera virescens)
- Han af Ceratopogonid
- Mitte på en blomst